# Duds Hunt
Duds Hunt (ダズハント?), noto in Italia anche come La caccia, è un manga autopubblicato su internet scritto e illustrato da Tetsuya Tsutsui nel 2002. Si tratta dell'opera che ha fatto conoscere l'autore e ne ha lanciato la carriera.

## Trama
Nakanishi è un giovane teppista uscito dal riformatorio, costretto a subire quotidianamente le angherie del suo superiore nell'odiata agenzia d'assicurazioni dove lavora.
Un giorno Nakanishi scopre su internet un misterioso gioco chiamato Duds Hunt con cui guadagnare molti soldi in fretta. Spinto da un utente conosciuto in una chat col nickname di eksam, Nakanishi (nickname: k_bou) vi si iscrive, ricevendo a casa l'attrezzatura necessaria: un telefono cellulare, chiamato "score pad", un piccolo radar ad esso collegato, una carta di credito e un libretto bancario su cui depositare le vincite.
Scopo di Duds Hunt è impadronirsi di quanti più score pad di altri giocatori possibile nel tempo di gioco, rimanendo nei limiti dell'arena urbana indicata, anche ricorrendo a ogni sorta di violenza. Nakanishi, un esperto in materia di pestaggi, diventa presto il leader del gioco e viene invitato da eksam a salire alle partite di livello superiore, dove il rischio è reale, ma le vincite sono maggiori. Nakanishi, ormai completamente regredito al se stesso violento di una volta, accetta, ma un colpo di scena lo attende: dietro al nickname di eksam si nasconde una ragazza di nome Chihiro, figlia di un uomo che Nakanishi e i suoi amici balordi avevano aggredito anni prima, spingendolo a suicidarsi in seguito alle lesioni subite, che ha spinto il giovane a partecipare a Duds Hunt per consumare la sua vendetta.

## Storia editoriale
Tetsuya Tsutsui, un mangaka esordiente, ha pubblicato l'opera sul proprio sito web pn221.com dal 21 settembre al 21 dicembre 2002, in tre parti. Nonostante il suo obiettivo fosse solo di «ricevere dei feedback dai lettori», ha finito per venire notato in Francia, dove la casa editrice Ki-oon ha pubblicato Duds Hunt in un volume unico nel 2004. Grazie all'interesse del mercato francese, Square Enix ha offerto a Tsutsui di serializzare per loro altri manga, e ha poi raccolto le tre parti dell'opera in un unico volume tankōbon pubblicato in Giappone il 25 maggio 2005.
In Italia, è stato pubblicato nel 2006 da Edizioni BD sotto l'etichetta  J-Pop come Duds Hunt, venendo poi ripubblicata nel 2008 dalla Mondadori col titolo La caccia.

### Sogni a occhi aperti
Sogni a occhi aperti (多重夢?, Tajū yume) è una storia di una ventina pagine scritta e illustrata da Tsutsui, pubblicata sul suo sito web il 13 luglio 2002. È stata poi pubblicata in cartaceo assieme a Duds Hunt nell'edizione francese del volume e in tutte quelle successive, compresa quella italiana. È la storia di un'adolescente affetta un disturbo dissociativo dell'identità che uccide il patrigno abusivo, raccontata dai punti di vista delle sue personalità multiple. Nel 2005 Tsutsui l'ha definita "la sua preferita" tra le proprie opere.